# TermBase eXchange
Il TermBase eXchange (TBX) è un linguaggio di marcatura basato sul formato XML per lo scambio di dati terminologici che, nella maggior parte dei casi, sono gestiti da banche dati terminologiche. Le applicazioni che supportano questo formato possono gestire e condividere le risorse terminologiche. 
Originariamente lo standard della Localization Industry Standards Association (LISA) ha accettato le norme ISO riguardanti lo standard ed è stato rielaborato e specificato nella norma ISO 30042, che a sua volta si basa sulle norme ISO 12620, ISO 12200 e ISO 16642.
La base per questo linguaggio era costituita da una TM (Translation Memory) che memorizza in un database coppie di segmenti della lingua di partenza e della lingua d'arrivo che insieme costituiscono un'unità di traduzione, al fine di consentirne il riutilizzo per le traduzioni future.
È stata poi sostituita dal formato TMX (Translation Memory eXchange), un formato XML aperto per dati terminologici. Le applicazioni che supportano questo formato possono gestire e condividere le risorse terminologiche.